# غورغي ليلياك
غورغي ليلياك (بالرومانية: Gheorghe Liliac)‏ (مواليد 22 أبريل 1959) هو لاعب كرة قدم. يلعب مع منتخب رومانيا لكرة القدم. سبق له أن لعب في كأس العالم لكرة القدم مع منتخب بلاده.

## روابط خارجية
- غورغي ليلياك على موقع الاتحاد الدولي (مؤرشف)  (الإنجليزية)
- غورغي ليلياك على موقع قاعدة بيانات كرة القدم.إي يو (الإنجليزية)
- غورغي ليلياك على موقع ناشيونال فوتبول تيمز (الإنجليزية)